# Ohene Djan Stadion
Az Ohene Djan Stadion 40 000 műanyag ülőhellyel rendelkező, főleg atlétikai- és labdarúgó-rendezvények megrendezésére alkalmas stadion Accrában, Ghána fővárosában. A sportlétesítmény neve 2004-ig Accrai Stadion (angolul Accra Sports Stadium) volt, új nevét a független Ghána első sportigazgatójáról és egyben a Ghánai labdarúgó-szövetség első elnökéről, Ohene Djanról kapta. A 2008-as afrikai nemzetek kupája miatt a stadiont felújították és kibővítették, amit indokolttá tett a 2001. évi tömegszerencsétlenség, amelyben 126 ember halt meg.
A korábban 35 000 néző befogadására alkalmas létesítményt 2007-ben 40 000-esre bővítették: a körbefutó lelátó szintjét megnövelték, új műanyag székeket szereltek be. A FIFA követelményeinek megfelelő stadion új megvilágítást és eredményjelző táblát kapott. A füves pálya körben gumis atlétikai futósávokkal határolt.
A stadion otthona a főváros legnépszerűbb labdarúgó csapatának, az Accra Hearts of Oak S.C.-nek, illetve itt rendezi legtöbb hazai mérkőzését a ghánai labdarúgó-válogatott, ezért nem hivatalosan, de méltán tartják a ghánai nemzeti stadionnak.
A Ghána és Nigéria által közösen megrendezett 2000-es afrikai nemzetek kupája során 9 mérkőzést rendeztek ebben a stadionban.